# Cola Bruno
Cola Bruno (Messina, 1480 – Padova, maggio 1542) è stato un letterato italiano, segretario e collaboratore di Pietro Bembo.

## Biografia
Niccolò Bruno, più noto come Cola Bruno, in rapporti con i maggiori letterati del tempo, fu, per quasi cinquant'anni sia nelle faccende familiari sia in quelle di lettere, amico, segretario, collaboratore fedele, uomo di fiducia, educatore dei suoi figli, collaboratore indispensabile del Bembo, conosciuto a Messina intorno al 1494, nella scuola di Costantino Lascaris. 
Nel 1525 fu a Venezia per seguire come correttore di bozze le fasi di stampa presso Giovanni Tacuino delle Prose della volgar lingua, informando puntualmente Bembo a Padova, e grazie al suo aiuto l'edizione uscì coi privilegi di stampa dei principali Stati italiani.
La prima edizione delle Rime di Pietro Bembo fu pubblicata a Venezia nel 1530 a cura di Cola Bruno, stampata dai fratelli Da Sabbio.
Nel 1535 è presente nel volume: Petri Bembi, Epistolarum Leonis Decimi Pontificis Max. nomine scriptarum Libri Sexdecim, Impressi Venetiis ab Ioanne Patavino & Venturino de Rossinellis. Decimo Cal. Sextileis, Cola Bruno procurante; absque anno, sed 1535.
Nel primo testamento, scritto il 25 novembre 1535, Bembo raccomanda a Cola Bruno tra le altre cose i suoi scritti e i componimenti latini, volgari e greci «dandogli piena libertà di pubblicar quelli di loro che ad esso parerà, che sieno da pubblicare, pregandolo di aver cura che escano emendati e fedelmente».
Nel 1540, con Leone Orsini e Daniello Barbaro, fu fra i padri dell'Accademia degli Infiammati, anche se in una lettera a Giovanni Brevio compresa nell'edizione aldina del 1542 delle Lettere volgari di diversi nobilissimi huomini... (I, p. 152) Bruno scrive di essere stato «trassinato» a sua insaputa nella neonata Accademia.
Bembo scrisse due sonetti (XXXIII e LXIX) a lui dedicati.
Ebbe un fratello, Francesco Bruno, segnalato dal Bembo nel 1525 al viceré di Sicilia Ettore Pignatelli.
Cola Bruno fu ricordato nel 1545 da Bernardino Tomitano nei suoi Ragionamenti della lingua toscana.